# Gavin Avery
Gavin Avery – nowozelandzki zapaśnik walczący w obu stylach. 
Zajął 21. miejsce na mistrzostwach świata w 1991. Wicemistrz Wspólnoty Narodów w 1991.
Pięciokrotny medalista mistrzostw Oceanii w latach 1988 – 1997.